# Hypsibema
Hypsibema là một chi khủng long, được Cope mô tả khoa học năm 1869.